# Insurrection du 23 septembre 1923

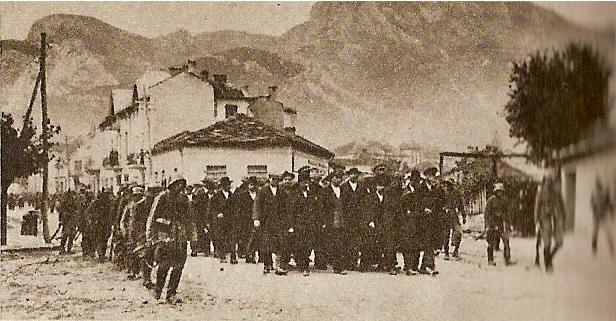
Rebelles arrêtés.

L’insurrection du 23 septembre 1923 (bulgare : Септемврийско въстание, Septemvriysko vastanie) est un soulèvement armé en Bulgarie.

## Objectif
Ce soulèvement fait suite au coup d’État du 9 juin 1923 perpétré par l'homme politique d’extrême droite Alexandre Tsankov.
Il est mené, conformément à une directive du Komintern, par le Parti communiste bulgare. Outre les communistes, l’insurrection était également soutenue par les agrariens et les anarchistes. Son but ultime était « l’établissement d’un gouvernement de travailleurs et de paysans » en Bulgarie, et non la conversion du pays en un système de type communisme.

## Échec et répression
Toutefois, mal préparée, l’insurrection échoue et s'ouvre alors une période de terreur blanche en Bulgarie.
Condamnés à mort par contumace, Georgi Dimitrov et Vassil Kolarov, qui étaient à la tête du soulèvement, parviennent à quitter le pays,.